# Newburgh (Nova Iorque)
Newburgh é uma cidade do estado norte-americano de Nova Iorque, no Condado de Orange. Foi incorporada em 1865.

## Geografia
De acordo com o United States Census Bureau, a cidade tem uma área de 12,4 km², onde 9,9 km² estão cobertos por terra e 2,5 km² por água.

## Demografia
Segundo o censo nacional de 2010, a sua população é de 28 866 habitantes, e sua densidade populacional é de 2 927,6 hab/km².